# Sinthusa verriculata
Sinthusa verriculata is een vlinder uit de familie van de Lycaenidae. De wetenschappelijke naam van de soort is voor het eerst gepubliceerd in 1892 door Pieter Snellen.
De soort komt voor in Indonesië (Sulawesi).